# 郭富城夢幻舞林演唱會2025
郭富城夢幻舞林演唱會2025（英語：Aaron Kwok Amazing Dream Live on Stage in Macau 2025）是香港歌手郭富城的個人演唱會，由新濠風尚主辦，演唱會於2025年7月12日至7月28日期間在澳門新濠影滙綜藝館舉行 合共演出7場。

## 背景
《郭富城夢幻舞林演唱會2025》是「新濠巨星系列演唱會」第三部分之一，2021年6月8日，新濠博亞娛樂宣佈推出亞洲首個巨星專屬演出系列，分別與香港歌手容祖兒、黎明及郭富城合作，於2023年舉行第一季的演唱會，當中包括《Eternity 容祖兒演唱會》、《黎明STAGE ON 8演唱會》、《郭富城夢幻舞林演唱會2023》，其後於2024年舉行第二季演唱會，然後再度於2025舉行《郭富城夢幻舞林演唱會2025》，為「新濠巨星系列演唱會」的最終部分。

## 製作
《郭富城夢幻舞林演唱會2025》第三以「夢幻」為主題，利用電腦特技呈現在虛幻與真實之間的視覺效果，包括塑造如同電影入面的虛擬畫面、動畫和角色。
| 門票區域             | 票價    | 備註                             |
| -------------------- | ------- | -------------------------------- |
| 24位貴賓包廂派對套票 | 48,000  | 票價已包括餐飲                   |
| 12位貴賓包廂派對套票 | 27,000  | 票價已包括餐飲                   |
| VVIP                 | 2,988元 |                                  |
| VIP                  | 2,388元 |                                  |
| A                    | 1,688元 |                                  |
| B                    | 1,288元 | 部分座位位於舞台側面的視線受阻區 |
| C                    | 988元   | 部分座位位於舞台側面的視線受阻區 |
| D                    | 688元   |                                  |

## 演出內容
郭富城演把大量歌曲重新編排，當中以歌曲〈鐵幕誘惑〉作為序幕。以下是演唱會的歌曲編排：

| Part 1 - 夢幻新篇 - 鐵幕誘惑 - 我是不是該安靜的走開 - 永遠愛不完 Part 2 - 花樣遊園 - Para Para Sakura (國) - 傷心的話留到明天再說+我想偷偷對你說我愛你 - 你是我的一切 - 強 - 絕對美麗 Part 3 - 失憶迷城 - 失憶(諒解)備忘錄 - 我為何讓你走 - 飛 | Part 4 - 狂野心曲 - 狂野之城 - 唱這歌 - 不老的情歌 - 對你愛不完 - 誰能代替你 - 愛的呼喚 Part 5 - 迷動之間 - 動起來 - 着迷 |